# Campionati africani di badminton a squadre 2006
I Campionati africani di badminton a squadre 2006 si sono svolti a Beau Bassin-Rose Hill, in Mauritius, dal 19 al 23 febbraio 2006. È stata la 2ª edizione del torneo, organizzato dalla Badminton Confederation of Africa.

## Podi
| Evento           | Oro       | Argento   | Bronzo     |
| Torneo maschile  | Sudafrica | Mauritius | Zambia     |
| Torneo femminile | Sudafrica | Mauritius | Seychelles |